# Comarques de Majorque
L'île de Majorque dans les îles Baléares en Espagne est divisée en six comarques : Palma de Majorque, Sierra de Tramontana, Raiguer, Llanura de Mallorca, Migjorn et Levante.

## Palma de Majorque

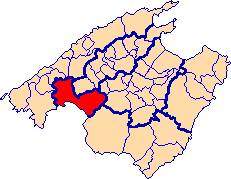
Localisation de Palma

La comarque de Palma de Majorque comprend la seule ville de Palma et en épouse donc les limites.

## Serra de Tramuntana

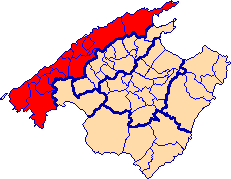
Localisation de la Sierra de Tramuntana

- Andratx
- Banyalbufar
- Bunyola
- Calvià
- Deià
- Escorca
- Esporles
- Estellencs
- Fornalutx
- Pollença
- Puigpunyent
- Sóller
- Valldemossa

## Raiguer

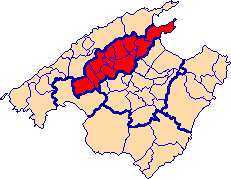
Localisation de Raiguer

- Alaró
- Alcúdia
- Binissalem
- Búger
- Campanet
- Consell
- Inca
- Lloseta
- Mancor de la Vall
- Marratxí
- Sa Pobla
- Santa María del Camí
- Selva

## Pla de Mallorca

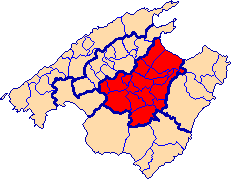
Localisation de Llanura de Mallorca

- Algaida
- Ariany
- Costitx
- Lloret de Vistalegre
- Llubí
- María de la Salud
- Montuïri
- Muro
- Petra
- Porreres
- Sant Joan
- Santa Eugènia
- Santa Margalida
- Sencelles
- Sineu
- Vilafranca de Bonany

## Migjorn

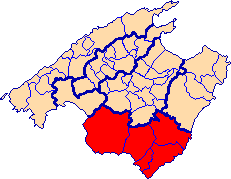
Localisation de Migjorn

- Campos
- Felanitx
- Llucmajor
- Ses Salines
- Santanyí

## Llevant

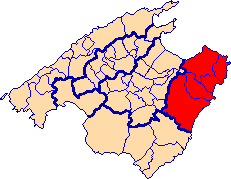
Localisation de Levante

- Artá
- Capdepera
- Manacor
- Sant Llorenç des Cardassar
- Son Servera